# Pseudobagrus
Pseudobagrus is een geslacht van straalvinnige vissen uit de familie van de stekelmeervallen (Bagridae).

## Soorten
- Pseudobagrus albomarginatus (Rendahl, 1928)
- Pseudobagrus analis (Nichols, 1930)
- Pseudobagrus aurantiacus (Temminck & Schlegel, 1846)
- Pseudobagrus brachyrhabdion Cheng, Ishihara & Zhang, 2008
- Pseudobagrus brevianalis Regan, 1908
- Pseudobagrus brevicaudatus (Wu, 1930)
- Pseudobagrus crassilabris (Günther, 1864)
- Pseudobagrus eupogoides Wu, 1930
- Pseudobagrus fui Miao, 1934
- Pseudobagrus gracilis Li, Chen & Chan, 2005
- Pseudobagrus hwanghoensis (Mori, 1933)
- Pseudobagrus kaifenensis (Tchang, 1934)
- Pseudobagrus koreanus Uchida, 1990
- Pseudobagrus kyphus Mai, 1978
- Pseudobagrus medianalis (Regan, 1904)
- Pseudobagrus microps (Rendahl, 1933)
- Pseudobagrus nubilosus Ng & Freyhof, 2007
- Pseudobagrus omeihensis (Nichols, 1941)
- Pseudobagrus ondon Shaw, 1930
- Pseudobagrus pratti (Günther, 1892)
- Pseudobagrus rendahli (Pellegrin & Fang, 1940)
- Pseudobagrus sinyanensis (Fu, 1935)
- Pseudobagrus taeniatus (Günther, 1873)
- Pseudobagrus taiwanensis Oshima, 1919
- Pseudobagrus tenuifurcatus (Nichols, 1931)
- Pseudobagrus tenuis (Günther, 1873)
- Pseudobagrus tokiensis Döderlein, 1887
- Pseudobagrus trilineatus (Zheng, 1979)
- Pseudobagrus truncatus (Regan, 1913)
- Pseudobagrus vachellii (Richardson, 1846)
- Pseudobagrus wangi Miao, 1934